# Rozmiar kątowy

Ciało o większych rozmiarach liniowych może mieć mniejszy rozmiar kątowy, jeżeli znajduje się dalej od obserwatora

Rozmiar kątowy, wielkość kątowa, kąt widzenia obiektu – kąt pomiędzy skrajnymi promieniami tworzącymi obraz tego obiektu, dobiegającymi do punktu, w którym znajduje się obserwator.
Jednostką rozmiaru kątowego jest radian, stopień lub grad. Jeżeli rzut obiektu na płaszczyznę prostopadłą do kierunku obserwacji ma kształt koła, wówczas jego rozmiar kątowy ma tylko jedną wartość – jest to rozmiar średnicy tego koła. Dla obiektów o innych kształtach rozmiar kątowy zależy od płaszczyzny kąta, czyli od kierunku pomiaru (prostopadłego do prostej łączącej obserwatora z mierzonym obiektem). Rozmiar kątowy widocznego obrazu ciała może zostać zmieniony – przy niezmienionym położeniu ciała i obserwatora – przy użyciu przyrządów optycznych.
Mówiąc prostym językiem duży przedmiot oglądany z daleka wydaje się mniejszy, niż mały przedmiot widziany z bliska.

## Wyznaczanie rozmiaru kątowego

Wielkości potrzebne do przeliczenia rozmiaru kątowego na liniowy i odwrotnie

Rozmiar kątowy ciała zależy od rozmiarów liniowych tego ciała i od odległości od obserwatora, co wyraża wzór
{\displaystyle \theta =2\cdot \operatorname {arctg} \left({\frac {0{,}5\,d}{r}}\right),}
gdzie:
{\displaystyle d} – rozmiar widzianego ciała mierzony w kierunku prostopadłym do kierunku obserwacji,
{\displaystyle r} – odległość od obserwatora do badanego ciała.
Ze wzoru tego wynika, że ciało o większych rozmiarach liniowych może mieć mniejszy rozmiar kątowy, jeżeli znajduje się dalej od obserwatora. Ponieważ rozmiar kątowy jest łatwy do pomiaru, wzoru tego używa się (po przekształceniu) do obliczania rzeczywistych rozmiarów ciał, znajdujących się w znanej odległości, bądź do wyznaczania odległości do ciał o znanych rozmiarach.

## Rozmiar kątowy kuli

Rozmiar kątowy w przypadku kuli

Ściśle rzecz biorąc, a zwłaszcza w przypadku kuli znajdującej się w niezbyt dużej odległości, widzianym rozmiarem nie jest średnica kuli: granice widzianego obszaru określa koło małe, a nie koło wielkie. Jeżeli znana jest średnica kuli i odległość do jej środka, wówczas do wyznaczenia rozmiaru kątowego można posłużyć się wzorem
{\displaystyle \theta =2\cdot \arcsin \left({\frac {0{,}5\,d_{k}}{r}}\right),}
gdzie {\displaystyle d_{k}} to rzeczywista średnica kuli.

## Graniczny rozmiar kątowy
Minimalny rozmiar kątowy przedmiotu, który może być zarejestrowany przez ludzki wzrok wynosi ok. 1′ (jedna minuta kątowa). Ograniczenie to wynika stąd, że obraz zostanie zarejestrowany tylko wówczas, gdy światło padnie przynajmniej na kilka sąsiadujących czopków znajdujących się w żółtej plamce, a odległość pomiędzy czopkami jest rzędu 1 μm.

## Rozmiar kątowy ciała niebieskiego

Porównanie wielkości kątowych ciał Układu Słonecznego

Wielkość kątowa w astronomii jest to kąt pomiędzy krawędziami ciała niebieskiego, w którego wierzchołku znajduje się obserwator. Na przykład Księżyc obserwowany z Ziemi ma wielkość kątową około 30 minut kątowych.

Przykładowe wielkości kątowe niektórych ciał niebieskich:
| Ciało niebieskie                                                                                                 | średnica kątowa   | Relatywna wielkość                                                                              |
| --- | ----------------- | ----------------------------------------------------------------------------------------------- |
| Słońce | 31′31″ – 32′33″   | 30–31 razy więcej od maksymalnej wartości dla Wenus (pomarańczowy pasek poniżej) / 1891–1953″   |
| Księżyc | 29′20″ – 34′6″    | 28–32,5 razy więcej od maksymalnej wartości dla Wenus (pomarańczowy pasek poniżej) / 1760–2046″ |
| Mgławica Ślimak                                                                                                  | od ok. 16′ do 28′ |                                                                                                 |
| Iglica w Mgławicy Orzeł                                                                                          | 4′40″             | długość wynosi 280″                                                                             |
| Wenus | 9,67″ – 1′3″      |                                                                                                 |
| Mgławica Pierścień M57                                                                                           | 1′                |                                                                                                 |
| Jowisz | 29,80″ – 50,59″   |                                                                                                 |
| Saturn | 14,50″ – 21,37″   |                                                                                                 |
| Mars | 3,49″ – 25,13″    |                                                                                                 |
| Merkury | 4,54″ – 13,02″    |                                                                                                 |
| Uran | 3,31″ – 4,08″     |                                                                                                 |
| Neptun | 2,17″ – 2,37″     |                                                                                                 |
| Oś wielka orbity Ziemi, widziana z odległości 1 parseka                                                          | 2″                |                                                                                                 |
| Roczna paralaksa obiektu, znajdującego się w odległości 1 parseka od Ziemi                                       | 1″                |                                                                                                 |
| Półoś wielka orbity Ziemi, widziana z odległości 1 parseka                                                       | 1″                |                                                                                                 |
| Obiekt o średnicy 725,27 km widziany z odległości 1 au                                                           | 1″                |                                                                                                 |
| Obiekt o średnicy 45 866 916 km (tj. obiekt 32,9 razy większy od Słońca) widziany z odległości 1 roku świetlnego | 1″                |                                                                                                 |
| Ceres | 0,33″ – 0,84″     |                                                                                                 |
| Westa | 0,20″ – 0,64″     |                                                                                                 |
| Pluton | 0,065″ – 0,116″   |                                                                                                 |
| Hipotetyczna dziewiąta planeta                                                                                   | 0,015″ – 0,18″    |                                                                                                 |
| R Doradus | 0,052″ – 0,062″   |                                                                                                 |
| Betelgeza | 0,049″ – 0,060″   |                                                                                                 |
| Eris | 0,034″ – 0,089″   |                                                                                                 |
| Alphard | 0,00909″          |                                                                                                 |
| alfa Centauri A                                                                                                  | 0,007″            |                                                                                                 |
| Kanopus | 0,006″            |                                                                                                 |
| Syriusz | 0,005936″         |                                                                                                 |
| Altair | 0,003″            |                                                                                                 |
| Deneb | 0,002″            |                                                                                                 |
| Proxima Centauri                                                                                                 | 0,001″            |                                                                                                 |
| Alnitak | 0,0005″           |                                                                                                 |
| Gwiazda o parametrach Alnitaka w maksymalnej odległości, z której Teleskop Hubble’a byłby w stanie ją „zobaczyć” | 6×10−10″          |                                                                                                 |